# Skelná Huť (vojenský újezd Libavá)

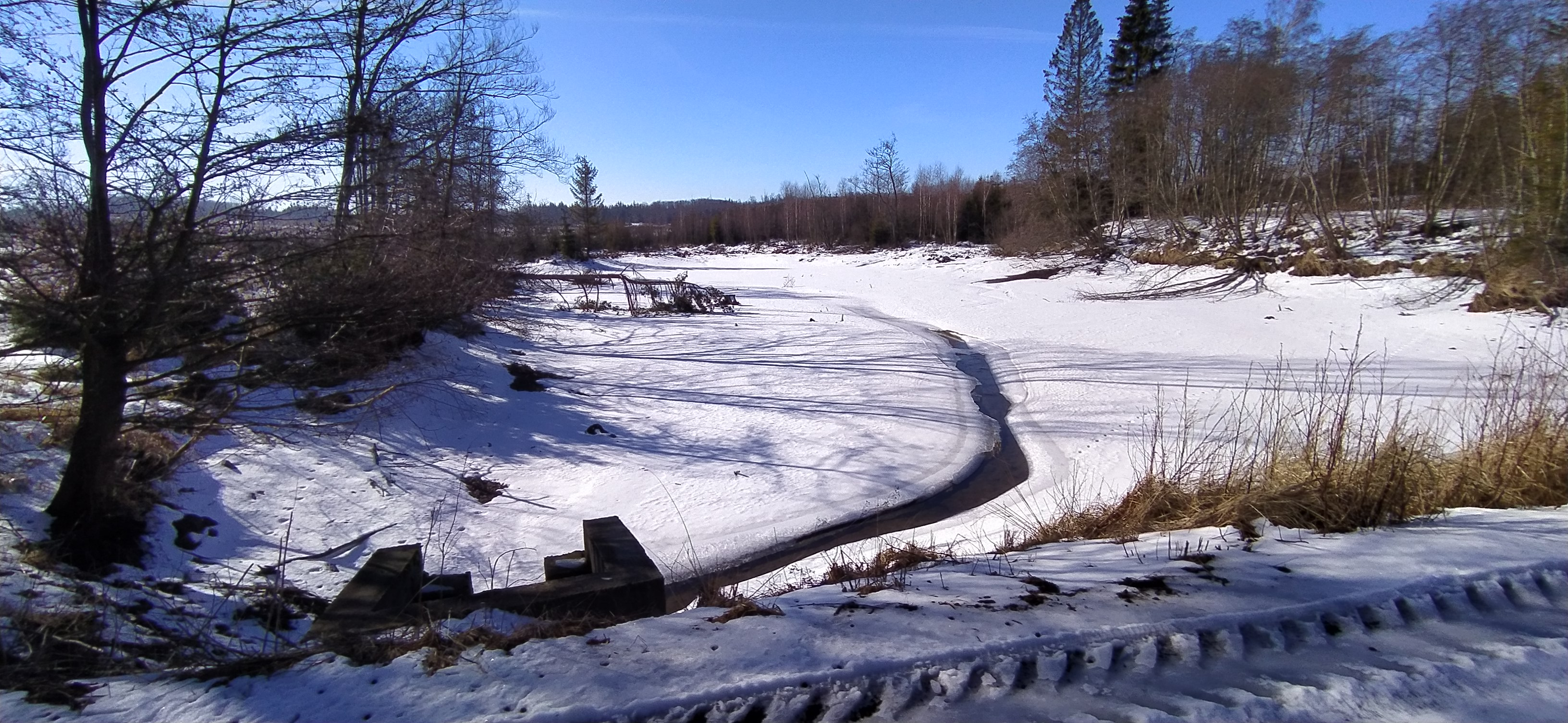
Rybník u bývalé Skelné Huti

Skelná Huť či Sklárna (německy Glasshüte) je zaniklá osada, bývalá sklárna západně od Olomouckého kopce, ve vojenském újezdu Libavá, která je veřejnosti (mimo vyhrazené dny) nepřístupná. Sklárnu dnes připomíná pouze blízký rybník na Plazském potoce.

## Historie
Osada Skelná Huť patřila k zaniklé vesnici Heřmánky a Boškovu. Důvodem k založení sklárny byl výskyt křemene a dostatek dřeva potřebného pro tavení skla.
Huť tedy začal v roce 1821 budovat Eugen Reich z Krásna u Valašského Meziříčí. Sklárna vyráběla různorodé spotřební sklo, např. různorodé lahve a lahvičky, sklenice, cylindry na petrolejové lampy a také obrázky malované na skle. Zajímavostí byla výroba skleněného pečetidla pro potštátské měšťany. V roce 1834 bylo v huti zaměstnáno 188 zaměstnanců (většinou z Boškova a Heřmánek).
Protože se nepodařilo v prosadit stavbu železnice v okolí, tak huť, z ekonomických důvodů, svou činnost ukončila v roce 1908.
Později ve Skelné Huti stály jen čtyři domy, z nichž jeden byla vila hraběnky Marie Desfours-Walderode.
V roce 1946 ve Skelné Huti bydlelo stále ještě šest rodin. Rodiny byly v r. 1947 vystěhovány do Německa. Muži, kteří se po válce vraceli domů ze zajetí (někdy až po sedmi letech), zde své rodiny nenašli, museli je hledat v Německu.
Dnes už na místě nestojí ani jeden dům. Jedinou památkou na Skelnou Huť už je jenom blízký rybník na Plazském potoce.
Blíže,,

## Další informace
Poblíž se nachází také zaniklý Hermesův mlýn.
Severozápado-západním směrem od Skelné Huti, ve vojenském výcvikovém prostoru Libavá, se nachází bývalý pohotovostní muniční sklad (tajná sovětská raketová základna) Točka západ.
Obvykle jedenkrát ročně může být místo a jeho okolí přístupné veřejnosti v rámci cyklo-turistické akce Bílý kámen.